# Juha Tiainen
Juha Pekka Antero Tiainen (Uukuniemi, 5 december 1955 - Nuijaama 27 april 2003), was een Fins atleet.

## Biografie
Tiainen werd in 1984 olympisch kampioen in het Amerikaanse Los Angeles. Tiainen werd zesmaal Fins kampioen. Tiainen overleed aan de gevolgen van een longontsteking.

## Persoonlijke records
| Onderdeel      | Prestatie | Jaar |
| -------------- | --------- | ---- |
| Kogelslingeren | 81,52m    | 1984 |

## Palmares

### Kogelslingeren
- 1982: 12e EK - 72,12 m
- 1983: 9e WK - 75,60 m
- 1984:  OS - 78,08 m
- 1986: 18e EK - 71,16 m
- 1987: 13e WK - 75,10 m
- 1988: 16e OS - 73,24m
- 1990: 9e EK - 73,70m

1900: John Flanagan ·
1904: John Flanagan ·
1908: John Flanagan ·
1912: Matt McGrath ·
1920: Patrick Ryan ·
1924: Fred Tootell ·
1928: Pat O'Callaghan ·
1932: Pat O'Callaghan ·
1936: Karl Hein ·
1948: Imre Németh ·
1952: József Csermák ·
1956: Harold Connolly ·
1960: Vasili Roedenkov ·
1964: Romuald Klim ·
1968: Gyula Zsivótzky ·
1972: Anatoli Bondartsjoek ·
1976: Joeri Sedych ·
1980: Joeri Sedych ·
1984: Juha Tiainen ·
1988: Sergej Litvinov ·
1992: Andrej Abdoevalijev ·
1996: Balázs Kiss ·
2000: Szymon Ziółkowski ·
2004: Koji Murofushi ·
2008: Primož Kozmus ·
2012: Krisztián Pars ·
2016: Dilsjod Nazarov ·
2020: Wojciech Nowicki ·
2024: Ethan Katzberg
- World Athletics: 14356729